# Јеркошени (Арад)
Јеркошени (рум. Iercoșeni) насеље је у Румунији у округу Арад у општини Шилиндија. Oпштина се налази на надморској висини од 171 m.

## Становништво
Према подацима из 2002. године у насељу је живело 58 становника, од којих су сви румунске националности.